# Circonscription de Hare Wacha
La circonscription de Hare Wacha est une des 177 circonscriptions législatives de l'État fédéré Oromia, elle se situe dans la Zone Est Hararghe. Son représentant actuel est Sofiyan Ahmed Beker.